# Kfar Daniel
Kfar Daniel (כְּפַר דָּנִיֵּאל) est un kibboutz créé en 1949.

## Histoire
Le kibboutz se situe à 4 kilomètres de Lod (Israël) et à 30 kilomètres du centre de Tel Aviv, à 15 kilomètres de l'aéroport Ben Gourion et au bord de l'autoroute 6. Il est fondé par des membres du groupe Mahal (Israël), des États-Unis et d'autres pays anglophones.
Le nom du kibboutz (littéralement "Village de Daniel") rend hommage à Daniel Frisch, qui fut dirigeant de l'Organisation sioniste d'Amérique.